# Haliplus thoracicus
Haliplus thoracicus is een keversoort uit de familie watertreders (Haliplidae). De wetenschappelijke naam van de soort is voor het eerst geldig gepubliceerd in 1923 door Zimmermann.